# 1980-as labdarúgó-Európa-bajnokság (keretek)
Ez a szócikk tartalmazza az 1980-as labdarúgó-Európa-bajnokságon részt vevő csapatok által nevezett játékosok listáját. Minden csapatnak húsz játékosból állt.
A játékosok életkora az Eb első napjának, azaz 1980. június 11-i állapotnak megfelelőek.

## A csoport

### NSZK
Szövetségi kapitány: Jupp Derwall
| Szám | Poszt | Név                   | Születési dátum (Kor)            | Vál. | Klub                     |
| ---- | ----- | --------------------- | -------------------------------- | ---- | ------------------------ |
| 1    | K     | Harald Schumacher     | 1954. március 6. (26 évesen)     |      | Köln                     |
| 2    | V     | Hans-Peter Briegel    | 1955. október 11. (24 évesen)    |      | Kaiserslautern           |
| 3    | V     | Bernhard Cullmann     | 1949. november 1. (30 évesen)    |      | Köln                     |
| 4    | V     | Karlheinz Förster     | 1958. július 25. (21 évesen)     |      | Stuttgart                |
| 5    | V     | Bernard Dietz         | 1948. március 22. (32 évesen)    |      | Duisburg                 |
| 6    | KP    | Bernd Schuster        | 1959. december 22. (20 évesen)   |      | Köln                     |
| 7    | V     | Bernd Förster         | 1956. május 3. (24 évesen)       |      | Stuttgart                |
| 8    | CS    | Karl-Heinz Rummenigge | 1955. szeptember 25. (24 évesen) |      | Bayern München           |
| 9    | CS    | Horst Hrubesch        | 1951. április 17. (29 évesen)    |      | Hamburg                  |
| 10   | KP    | Hansi Müller          | 1957. július 27. (22 évesen)     |      | Stuttgart                |
| 11   | CS    | Klaus Allofs          | 1956. december 5. (23 évesen)    |      | Fortuna Düsseldorf       |
| 12   | KP    | Caspar Memering       | 1953. június 1. (27 évesen)      |      | Hamburg                  |
| 13   | KP    | Rainer Bonhof         | 1952. március 29. (28 évesen)    |      | Valencia                 |
| 14   | KP    | Felix Magath          | 1953. július 26. (26 évesen)     |      | Hamburg                  |
| 15   | KP    | Uli Stielike          | 1954. november 15. (25 évesen)   |      | Real Madrid              |
| 16   | V     | Herbert Zimmermann    | 1954. július 1. (25 évesen)      |      | Köln                     |
| 17   | KP    | Karl Del’Haye         | 1955. augusztus 18. (24 évesen)  |      | Borussia Mönchengladbach |
| 18   | KP    | Lothar Matthäus       | 1961. március 21. (19 évesen)    |      | Borussia Mönchengladbach |
| 19   | KP    | Miroslav Votava       | 1956. április 24. (24 évesen)    |      | Borussia Dortmund        |
| 20   | V     | Manfred Kaltz         | 1953. január 6. (27 évesen)      |      | Hamburg                  |
| 21   | K     | Walter Junghans       | 1958. október 26. (21 évesen)    |      | Bayern München           |
| 22   | K     | Eike Immel            | 1960. november 27. (19 évesen)   |      | Borussia Dortmund        |

### Csehszlovákia
Szövetségi kapitány: Dr. Jozef Vengloš
| Szám | Poszt | Név                 | Születési dátum (Kor)            | Vál. | Klub              |
| ---- | ----- | ------------------- | -------------------------------- | ---- | ----------------- |
| 1    | K     | Jaroslav Netolička  | 1954. március 3. (26 évesen)     |      | Dukla Praha       |
| 2    | V     | Jozef Barmoš        | 1954. augusztus 28. (25 évesen)  |      | Inter Bratislava  |
| 3    | V     | Ladislav Jurkemik   | 1953. július 20. (26 évesen)     |      | Inter Bratislava  |
| 4    | V     | Anton Ondruš        | 1950. március 27. (30 évesen)    |      | Slovan Bratislava |
| 5    | V     | Gőgh Kálmán         | 1948. január 7. (32 évesen)      |      | Slovan Bratislava |
| 6    | V     | František Štambachr | 1953. február 13. (27 évesen)    |      | Dukla Praha       |
| 7    | KP    | Ján Kozák           | 1954. április 17. (26 évesen)    |      | Lokomotiva Košice |
| 8    | KP    | Antonín Panenka     | 1948. december 2. (31 évesen)    |      | Bohemians Praha   |
| 9    | CS    | Miroslav Gajdůšek   | 1951. szeptember 20. (28 évesen) |      | Dukla Praha       |
| 10   | CS    | Marián Masný        | 1950. augusztus 13. (29 évesen)  |      | Slovan Bratislava |
| 11   | CS    | Zdeněk Nehoda       | 1952. május 9. (28 évesen)       |      | Dukla Praha       |
| 12   | V     | Rostislav Vojáček   | 1949. február 23. (31 évesen)    |      | Baník Ostrava     |
| 13   | KP    | Verner Lička        | 1954. február 15. (26 évesen)    |      | Baník Ostrava     |
| 14   | V     | Jan Fiala           | 1956. május 19. (24 évesen)      |      | Dukla Praha       |
| 15   | CS    | Ladislav Vízek      | 1955. január 22. (25 évesen)     |      | Dukla Praha       |
| 16   | V     | Oldřich Rott        | 1951. május 26. (29 évesen)      |      | Dukla Praha       |
| 17   | KP    | Jaroslav Pollák     | 1947. július 11. (32 évesen)     |      | Sparta Praha      |
| 18   | KP    | Jan Berger          | 1955. november 27. (24 évesen)   |      | Dukla Praha       |
| 19   | V     | Karol Dobiaš        | 1947. december 18. (32 évesen)   |      | Bohemians Praha   |
| 20   | KP    | Petr Němec          | 1957. június 7. (23 évesen)      |      | Baník Ostrava     |
| 21   | K     | Stanislav Seman     | 1952. augusztus 8. (27 évesen)   |      | Lokomotiva Košice |
| 22   | K     | Dušan Kéketi        | 1951. március 24. (29 évesen)    |      | Spartak Trnava    |

### Hollandia
Szövetségi kapitány: Jan Zwartkruis
| Szám | Poszt | Név                  | Születési dátum (Kor)            | Vál. | Klub                |
| ---- | ----- | -------------------- | -------------------------------- | ---- | ------------------- |
| 1    | K     | Piet Schrijvers      | 1946. december 15. (33 évesen)   |      | Ajax                |
| 2    | V     | Ben Wijnstekers      | 1955. augusztus 31. (24 évesen)  |      | Feyenoord           |
| 3    | V     | Michel van de Korput | 1956. szeptember 18. (23 évesen) |      | Feyenoord           |
| 4    | V     | Hugo Hovenkamp       | 1950. október 5. (29 évesen)     |      | AZ                  |
| 5    | V     | Ruud Krol            | 1949. március 24. (31 évesen)    |      | Vancouver Whitecaps |
| 6    | V     | Jan Poortvliet       | 1955. szeptember 21. (24 évesen) |      | PSV                 |
| 7    | CS    | René van de Kerkhof  | 1951. szeptember 16. (28 évesen) |      | PSV                 |
| 8    | CS    | Willy van de Kerkhof | 1951. szeptember 16. (28 évesen) |      | PSV                 |
| 9    | CS    | Kees Kist            | 1952. augusztus 7. (27 évesen)   |      | AZ                  |
| 10   | KP    | Arie Haan            | 1948. november 16. (31 évesen)   |      | Anderlecht          |
| 11   | KP    | Heini Otto           | 1954. augusztus 24. (25 évesen)  |      | Twente Enschede     |
| 12   | CS    | Johnny Rep           | 1951. november 25. (28 évesen)   |      | Saint-Étienne       |
| 13   | KP    | Dick Nanninga        | 1949. január 17. (31 évesen)     |      | Roda Kerkrade       |
| 14   | KP    | Adrie Koster         | 1954. november 18. (25 évesen)   |      | PSV                 |
| 15   | V     | Huub Stevens         | 1953. november 29. (26 évesen)   |      | PSV                 |
| 16   | K     | Pim Doesburg         | 1943. október 28. (36 évesen)    |      | Sparta Rotterdam    |
| 17   | CS    | Martien Vreijsen     | 1955. november 15. (24 évesen)   |      | NAC Breda           |
| 18   | KP    | Frans Thijssen       | 1952. január 23. (28 évesen)     |      | Ipswich Town        |
| 19   | KP    | Romeo Zondervan      | 1959. március 3. (21 évesen)     |      | Twente Enschede     |
| 20   | K     | Hans van Breukelen   | 1956. október 4. (23 évesen)     |      | Utrecht             |
| 21   | V     | Ernie Brandts        | 1956. február 3. (24 évesen)     |      | PSV                 |
| 22   | V     | John Metgod          | 1958. február 27. (22 évesen)    |      | AZ                  |

### Görögország
Szövetségi kapitány: Alkétasz Panagúliasz
| Szám | Poszt | Név                        | Születési dátum (Kor)           | Vál. | Klub           |
| ---- | ----- | -------------------------- | ------------------------------- | ---- | -------------- |
| 1    | K     | Vaszílisz Konsztandínu     | 1947. november 19. (32 évesen)  |      | Panathinaikósz |
| 2    | V     | Jánisz Kirásztasz          | 1952. október 25. (27 évesen)   |      | Olimbiakósz    |
| 3    | V     | Konsztandínosz Joszifídisz | 1952. január 14. (28 évesen)    |      | PAÓK           |
| 4    | V     | Ánthimosz Kapszísz         | 1950. szeptember 3. (29 évesen) |      | Panathinaikósz |
| 5    | V     | Jórgosz Firósz             | 1953. november 8. (26 évesen)   |      | Árisz          |
| 6    | KP    | Szpírosz Livathinósz       | 1955. január 8. (25 évesen)     |      | Panathinaikósz |
| 7    | KP    | Hrísztosz Terzanídisz      | 1945. február 13. (35 évesen)   |      | Panathinaikósz |
| 8    | KP    | Tákisz Nikolúdisz          | 1951. augusztus 26. (28 évesen) |      | Olimbiakósz    |
| 9    | CS    | Hrísztosz Ardízoglu        | 1953. május 25. (27 évesen)     |      | AÉK            |
| 10   | CS    | Máik Galákosz              | 1951. november 23. (28 évesen)  |      | Olimbiakósz    |
| 11   | KP    | Jánisz Damanákisz          | 1952. október 2. (27 évesen)    |      | PAÓK           |
| 12   | V     | Jánisz Gúnarisz            | 1952. július 6. (27 évesen)     |      | PAÓK           |
| 13   | CS    | Harálambosz Xanthópulosz   | 1956. augusztus 29. (23 évesen) |      | Iraklísz       |
| 14   | KP    | Jórgosz Kúdasz             | 1946. november 23. (33 évesen)  |      | PAÓK           |
| 15   | CS    | Thomász Mávrosz            | 1954. március 31. (26 évesen)   |      | AÉK            |
| 16   | KP    | Konsztandínosz Kúisz       | 1955. június 5. (25 évesen)     |      | Árisz          |
| 17   | V     | Pétrosz Ravúszisz          | 1954. október 1. (25 évesen)    |      | AÉK            |
| 18   | V     | Pantelísz Nikoláu          | 1949. július 17. (30 évesen)    |      | AÉK            |
| 19   | CS    | Jórgosz Kosztíkosz         | 1958. április 26. (22 évesen)   |      | PAÓK           |
| 20   | CS    | Níkosz Anasztópulosz       | 1958. január 22. (22 évesen)    |      | Panióniosz     |
| 21   | K     | Elefthériosz Pupákisz      | 1946. december 28. (33 évesen)  |      | OFI Kréta      |
| 22   | K     | Sztéliosz Papaflorátosz    | 1954. január 27. (26 évesen)    |      | Árisz          |

## B csoport

### Belgium
Szövetségi kapitány: Guy Thys
| Szám | Poszt | Név                   | Születési dátum (Kor)            | Vál. | Klub           |
| ---- | ----- | --------------------- | -------------------------------- | ---- | -------------- |
| 1    | K     | Theo Custers          | 1950. augusztus 10. (29 évesen)  |      | Antwerp        |
| 2    | V     | Eric Gerets           | 1954. május 18. (26 évesen)      |      | Standard Liège |
| 3    | V     | Luc Millecamps        | 1951. szeptember 10. (28 évesen) |      | Zulte-Waregem  |
| 4    | V     | Walter Meeuws         | 1951. július 11. (28 évesen)     |      | Club Brugge    |
| 5    | V     | Michel Renquin        | 1955. november 3. (24 évesen)    |      | Standard Liège |
| 6    | KP    | Julien Cools          | 1947. február 13. (33 évesen)    |      | Beerschot AC   |
| 7    | KP    | René Vandereycken     | 1953. július 22. (26 évesen)     |      | Club Brugge    |
| 8    | KP    | Wilfried van Moer     | 1945. március 1. (35 évesen)     |      | Beringen       |
| 9    | CS    | François van der Elst | 1954. december 1. (25 évesen)    |      | Anderlecht     |
| 10   | CS    | Erwin Vandenbergh     | 1959. január 26. (21 évesen)     |      | Lierse         |
| 11   | CS    | Jan Ceulemans         | 1957. február 28. (23 évesen)    |      | Club Brugge    |
| 12   | K     | Jean-Marie Pfaff      | 1953. december 4. (26 évesen)    |      | Beveren        |
| 13   | KP    | Maurice Martens       | 1947. június 5. (33 évesen)      |      | Molenbeek      |
| 14   | V     | Gerard Plessers       | 1959. március 30. (21 évesen)    |      | Standard Liège |
| 15   | KP    | René Verheyen         | 1952. március 21. (28 évesen)    |      | Lokeren        |
| 16   | KP    | Marc Millecamps       | 1950. október 9. (29 évesen)     |      | Zulte-Waregem  |
| 17   | KP    | Raymond Mommens       | 1958. december 27. (21 évesen)   |      | Lokeren        |
| 18   | KP    | Guy Dardenne          | 1954. október 19. (25 évesen)    |      | Lokeren        |
| 19   | CS    | Willy Wellens         | 1954. március 29. (26 évesen)    |      | Standard Liège |
| 20   | K     | Michel Preud’homme    | 1959. január 24. (21 évesen)     |      | Standard Liège |
| 21   | V     | Jos Heyligen          | 1947. június 30. (32 évesen)     |      | Beringen       |
| 22   | CS    | Ronny Martens         | 1958. december 22. (21 évesen)   |      | Anderlecht     |

### Olaszország
Szövetségi kapitány: Enzo Bearzot
| Szám | Poszt | Név                  | Születési dátum (Kor)            | Vál. | Klub           |
| ---- | ----- | -------------------- | -------------------------------- | ---- | -------------- |
| 1    | K     | Dino Zoff            | 1942. február 28. (38 évesen)    |      | Juventus       |
| 2    | V     | Franco Baresi        | 1960. május 8. (20 évesen)       |      | Milan          |
| 3    | V     | Giuseppe Baresi      | 1958. február 7. (22 évesen)     |      | Internazionale |
| 4    | V     | Mauro Bellugi        | 1950. február 7. (30 évesen)     |      | Napoli         |
| 5    | V     | Antonio Cabrini      | 1957. október 8. (22 évesen)     |      | Juventus       |
| 6    | V     | Fulvio Collovati     | 1957. május 9. (23 évesen)       |      | Milan          |
| 7    | V     | Claudio Gentile      | 1953. szeptember 27. (26 évesen) |      | Juventus       |
| 8    | V     | Aldo Maldera         | 1953. október 14. (26 évesen)    |      | Milan          |
| 9    | V     | Gaetano Scirea       | 1953. május 25. (27 évesen)      |      | Juventus       |
| 10   | KP    | Giancarlo Antognoni  | 1954. április 1. (26 évesen)     |      | Fiorentina     |
| 11   | KP    | Romeo Benetti        | 1945. október 20. (34 évesen)    |      | Roma           |
| 12   | K     | Ivano Bordon         | 1951. április 13. (29 évesen)    |      | Internazionale |
| 13   | KP    | Ruben Buriani        | 1955. március 16. (25 évesen)    |      | Milan          |
| 14   | KP    | Gabriele Oriali      | 1952. november 25. (27 évesen)   |      | Internazionale |
| 15   | KP    | Marco Tardelli       | 1954. szeptember 24. (25 évesen) |      | Juventus       |
| 16   | KP    | Renato Zaccarelli    | 1951. január 18. (29 évesen)     |      | Torino         |
| 17   | CS    | Alessandro Altobelli | 1955. november 28. (24 évesen)   |      | Internazionale |
| 18   | CS    | Roberto Bettega      | 1950. december 27. (29 évesen)   |      | Juventus       |
| 19   | CS    | Franco Causio        | 1949. február 1. (31 évesen)     |      | Juventus       |
| 20   | CS    | Francesco Graziani   | 1952. december 16. (27 évesen)   |      | Torino         |
| 21   | CS    | Roberto Pruzzo       | 1955. április 1. (25 évesen)     |      | Roma           |
| 22   | K     | Giovanni Galli       | 1958. április 29. (22 évesen)    |      | Fiorentina     |

### Anglia
Szövetségi kapitány: Ron Greenwood
| Szám | Poszt | Név             | Születési dátum (Kor)            | Vál. | Klub                    |
| ---- | ----- | --------------- | -------------------------------- | ---- | ----------------------- |
| 1    | K     | Ray Clemence    | 1948. augusztus 5. (31 évesen)   |      | Liverpool               |
| 2    | V     | Phil Neal       | 1951. február 20. (29 évesen)    |      | Liverpool               |
| 3    | V     | Kenny Sansom    | 1958. szeptember 25. (21 évesen) |      | Crystal Palace          |
| 4    | V     | Phil Thompson   | 1954. január 21. (26 évesen)     |      | Liverpool               |
| 5    | V     | Dave Watson     | 1946. október 5. (33 évesen)     |      | Southampton             |
| 6    | KP    | Ray Wilkins     | 1956. szeptember 14. (23 évesen) |      | Manchester United       |
| 7    | CS    | Kevin Keegan    | 1951. február 14. (29 évesen)    |      | Hamburg                 |
| 8    | KP    | Steve Coppell   | 1955. július 9. (24 évesen)      |      | Manchester United       |
| 9    | CS    | David Johnson   | 1951. október 23. (28 évesen)    |      | Liverpool               |
| 10   | KP    | Trevor Brooking | 1948. október 2. (31 évesen)     |      | West Ham United         |
| 11   | CS    | Tony Woodcock   | 1955. december 6. (24 évesen)    |      | Köln                    |
| 12   | V     | Viv Anderson    | 1956. augusztus 29. (23 évesen)  |      | Nottingham Forest       |
| 13   | K     | Peter Shilton   | 1949. szeptember 18. (30 évesen) |      | Nottingham Forest       |
| 14   | V     | Trevor Cherry   | 1948. február 23. (32 évesen)    |      | Leeds United            |
| 15   | KP    | Emlyn Hughes    | 1947. augusztus 28. (32 évesen)  |      | Wolverhampton Wanderers |
| 16   | V     | Mick Mills      | 1949. január 4. (31 évesen)      |      | Ipswich Town            |
| 17   | KP    | Terry McDermott | 1951. december 8. (28 évesen)    |      | Liverpool               |
| 18   | KP    | Ray Kennedy     | 1951. július 28. (28 évesen)     |      | Liverpool               |
| 19   | KP    | Glenn Hoddle    | 1957. október 27. (22 évesen)    |      | Tottenham Hotspur       |
| 20   | CS    | Paul Mariner    | 1953. május 22. (27 évesen)      |      | Ipswich Town            |
| 21   | CS    | Garry Birtles   | 1956. július 27. (23 évesen)     |      | Nottingham Forest       |
| 22   | K     | Joe Corrigan    | 1948. november 18. (31 évesen)   |      | Manchester City         |

### Spanyolország
Szövetségi kapitány: Kubala László
| Szám | Poszt | Név                     | Születési dátum (Kor)            | Vál. | Klub            |
| ---- | ----- | ----------------------- | -------------------------------- | ---- | --------------- |
| 1    | K     | Luis Arconada           | 1954. június 26. (25 évesen)     |      | Real Sociedad   |
| 2    | V     | José Ramón Alexanko     | 1956. május 19. (24 évesen)      |      | Athletic Bilbao |
| 3    | V     | Migueli                 | 1951. december 19. (28 évesen)   |      | Barcelona       |
| 4    | V     | Diego                   | 1954. november 21. (25 évesen)   |      | Real Sociedad   |
| 5    | V     | Francisco Javier Uría   | 1950. február 1. (30 évesen)     |      | Sporting Gijón  |
| 6    | KP    | Juan Manuel Asensi      | 1949. szeptember 23. (30 évesen) |      | Barcelona       |
| 7    | KP    | Dani                    | 1951. június 28. (28 évesen)     |      | Athletic Bilbao |
| 8    | KP    | Julio Cardeñosa         | 1949. október 27. (30 évesen)    |      | Real Betis      |
| 9    | KP    | Francisco José Carrasco | 1959. március 6. (21 évesen)     |      | Barcelona       |
| 10   | CS    | Quini                   | 1949. szeptember 23. (30 évesen) |      | Sporting Gijón  |
| 11   | V     | Vicente del Bosque      | 1950. december 23. (29 évesen)   |      | Real Madrid     |
| 12   | KP    | Juanito                 | 1954. november 10. (25 évesen)   |      | Real Madrid     |
| 13   | K     | Urruti                  | 1952. február 17. (28 évesen)    |      | Español         |
| 14   | V     | Rafael Gordillo         | 1957. február 24. (23 évesen)    |      | Real Betis      |
| 15   | KP    | Antonio Olmo            | 1954. január 18. (26 évesen)     |      | Barcelona       |
| 16   | CS    | Santillana              | 1952. augusztus 23. (27 évesen)  |      | Real Madrid     |
| 17   | CS    | Jesús María Satrústegui | 1954. február 12. (26 évesen)    |      | Real Sociedad   |
| 18   | CS    | Enrique Saura           | 1954. augusztus 2. (25 évesen)   |      | Valencia        |
| 19   | KP    | Cundi                   | 1955. április 13. (25 évesen)    |      | Sporting Gijón  |
| 20   | V     | Miguel Tendillo         | 1961. február 1. (19 évesen)     |      | Valencia        |
| 21   | KP    | Jesús María Zamora      | 1955. január 1. (25 évesen)      |      | Real Sociedad   |
| 22   | K     | Pedro María Artola      | 1948. szeptember 6. (31 évesen)  |      | Barcelona       |